# (38634) 2000 LL18
2000 LL18 (asteroide 38634) é um asteroide da cintura principal. Possui uma excentricidade de 0.19012970 e uma inclinação de 13.58080º.
Este asteroide foi descoberto no dia 8 de junho de 2000 por LINEAR em Socorro.